# Tetragnatha marquesiana
Tetragnatha marquesiana là một loài nhện trong họ Tetragnathidae.
Loài này thuộc chi Tetragnatha. Tetragnatha marquesiana được miêu tả năm 1935 bởi Berland.